# Hommadevanahalli, Bangalore South
Hommadevanahalli là một làng thuộc tehsil Bangalore South, huyện Bangalore Urban, bang Karnataka, Ấn Độ.